# Providentia (verzekeringsmaatschappij)
De Algemeene Verzekering Maatschappij Providentia werd in 1897 opgericht te Amsterdam. 
Tot de oprichters hoorde de nieuwe directeur Frans Mijnssen. De naam Providentia verwijst naar de goddelijke voorzienigheid blijkens de woorden 'Sub tutela divinae Providentiae' (Onder bescherming van de goddelijke voorzienigheid). De maatschappij had haar kantoor in 1902 op de Keizersgracht 455 – 461. In 1962 werd het pand van de Algemeene Nederlandsch-Indische Electriciteits-Maatschappij (ANIEM) betrokken dat gevestigd was op Keizersgracht 369. In 1980 werd daar de nieuwbouw Keizersgracht 359 – 361 aan toegevoegd.

## Fusies
In 1982 nam het Franse verzekeringconcern UAP een meerderheidsbelang in de Providentia Groep. De Nederlandse tak van UAP had haar hoofdkantoor in Eindhoven en telde 200 werknemers. Het in Amsterdam gevestigde Providentia had dat jaar 400 werknemers. In 1986 fuseerde Providentia met VZVZ (Voor Zorg Voor Ziekte) waaruit VZVZ-Providentia Schadeverzekering Maatschappij ontstond.
In 1988 werd die naam gewijzigd in Schadeverzekering Maatschappij UAP-Nederland. Daarbij nam UAP een aandelenpakket over van de grootste aandeelhouder op dat moment, de Groupe des Mutuelles Alsaciennes in Straatsburg. De nieuwe combinatie ging na verloop van tijd UAP Nederland heten. De groei van deze groep kwam vooral door de overname van ziektekostenportefeuilles. 
In 1996 werd verzekeringsmaatschappij Nieuw Rotterdam overgenomen, enige maanden later volgde een megafusie tussen UAP en AXA. Het bedrijf verliet toen de Amsterdamse binnenstad. In juni 2007 werd AXA Nederland overgenomen door de SNS Reaal Groep.